# Смертогонець IV: Матч титанів
Мисливець за смертю IV: Матч титанів (Deathstalker IV: Match of Titans) — фантастичний фільм про меч і чаклунство 1991 року, написаний і знятий Говардом Р. Коеном. Рік Гілл, який зіграв головну роль у першому фільмі, повторює свою роль у цьому фільмі. Це четверта і остання частина тетралогії «Смертогонець».

## Сюжет
Все почалося як змагання сили — зухвалий виклик, щоб заманити конкурентів здалеку на головну арену королівського замку. Чемпіон, Смертогонець, стоїть серед воїнів, які з легкістю перемагають усіх супротивників. Таємничим чином бійці зникають із замку один за одним. Тепер, у битві титанів, від якої холоне кров, Смертогонець повинен захистити своїх побратимів, своє життя та новознайдену любов від непереможної армії Кам'яних Воїнів та злої Королеви, яка править ними, як володарка.

## Поширення
На початку 1990-х років фільм був випущений на VHS у США New Horizons Home Video. 2002 року фільм був випущений на DVD компанією New Concorde. Однак Shout Factory не перевипускала його в лінійці Roger Corman's Cult Classics.